# Latarnia morska Anvil Point
Latarnia morska Anvil Point (Anvil Point Lighthouse) – latarnia morska położona na południe od Swanage, Dorset. W 1983 roku latarnia wraz z sąsiednimi budynkami została wpisana na listę zabytków English Heritage.
Została zbudowana z lokalnego kamienia i uruchomiona w 1881 roku. Jej otwarcia dokonał Joseph Chamberlain, ówczesny minister transportu. Wieża ma 12 metrów wysokości, a laterna umieszczona jest 45 metrów nad poziomem morza.
W 1960 roku latarnia została zmodernizowana i przebudowana z olejowej na elektryczną. W 1991 roku latarnia została zautomatyzowana i jest obecnie sterowana z Trinity House Operations & Planning Centre w Harwich. Emitowany sygnał świetlny: biały błysk co 10 sekund.
Pomieszczenia latarnika oraz gospodarcze zostały przystosowane do potrzeb turystycznych. 